# Spartacus (sèrie)
Spartacus és una sèrie de televisió estatunidenca produïda a Nova Zelanda que es va estrenar a Starz el 22 de gener de 2010 i va concloure el 12 d'abril de 2013. La sèrie de ficció es va inspirar en la figura històrica d'Espàrtac, un gladiador traci que del 73 al 71 aC va dirigir un important aixecament d'esclaus contra la República Romana sortint de Càpua. Els productors executius Steven S. DeKnight i Robert Tapert van centrar la primera temporada titulada Spartacus: Blood and Sand, a estructurar els esdeveniments de la fosca vida primerenca d'Espàrtac que van conduir a l'inici dels registres històrics.
Després de la finalització de la primera temporada la producció d'una altra temporada es va retardar perquè l'actor principal Andy Whitfield va ser diagnosticat amb un limfoma no hodgkinià en fase inicial, de manera que Starz va produir una minisèrie preqüela de sis capítols titulada Spartacus: Gods of the Arena. Quan el càncer de l'actor va reincidir, morint més tard l'11 de setembre de 2011, Starz va fer que l'actor Liam McIntyre assumís el paper d'Espartàc a la segona temporada titulada Spartacus: Vengeance. El 4 de juny de 2012, Starz va anunciar la tercera i última temporada, titulada Spartacus: War of the Damned.

## Argument

### Blood and Sand
La història comença amb la participació d'un traci sense nom en una unitat d'auxiliars romans en una campanya contra els getes al Baix Danubi sota el comandament del legat, Claudius Glaber. El 72–71 aC, el general romà Marc Terentius Varró Lúcul, procònsol de la província romana de Macedònia, va marxar contra els getes, que eren aliats de l'enemic de Roma, Mitridates VI del Pont. Els getes assalten freqüentment les terres dels tracis, per la qual cosa Glaber els convenç que s'enrolin al servei dels romans com a auxiliars. Glaber és persuadit per la seva dona Ilithyia per buscar més glòria, decideix trencar l'atac dels getes i enfrontar-se directament a les forces de Mithridates a l'Àsia Menor. El traci, sentint-se traït, lidera un motí contra Glaber i torna per trobar el seu poble destruït. El traci i la seva dona Sura són capturats per Glaber l'endemà; el traci és condemnat a morir a l'arena dels gladiadors pel seu crim, mentre que s'emporten a Sura condemnada a l'esclavitud. El traci és enviat a Càpua a Itàlia, un centre d'entrenament de gladiadors. Contra tot pronòstic a l'arena, mata els quatre gladiadors designats per executar-lo i es converteix en una sensació instantània entre la multitud. El senador Albinius commuta el càstig de la mort a l'esclavitud. Amb el veritable nom del presoner desconegut, Lèntul Batiat, el propietari d'un ludus a Càpua, suggereix anomenar-lo "Spartacus", perquè va lluitar com el ferotge rei traci conegut per aquest nom en llatí.
Apreciant el talent brut i la popularitat ferotge del traci entre les masses, Batiat el compra per entrenar-se dins dels murs del seu ludus sota la tutela d'Enòmau, un antic gladiador i company d'esclaus conegut pels gladiadors com a Doctore, que significa instructor. Es fa amic de Varró, un romà que es va vendre com esclau per pagar els seus deutes i mantenir la seva família. És assetjat per gladiadors més veterans, en particular Crix, un gal invicte, i Barca, un cartaginès. Espàrtac aviat s'assabenta que Sura va ser venuda a un comerciant d'esclaus sirià. Batiat, que no ha pogut controlar Espàrtac durant els seus primers dies d'entrenament, promet trobar Sura i reunir-los a canvi de la cooperació del prometedor neòfit a l'arena.
Després de moltes proves gairebé fatals i molt més entrenament, Espàrtac assoleix l'estatus de llegenda viva i és nomenat el "Campió de Càpua". Batiat organitza la compra de Sura, però és lliurada mortalment ferida, suposadament després d'haver estat assetjada pels bandits en el camí. El seu assassinat va ser ordenat en secret per Batiat amb l'objectiu de mantenir Espàrtac fidel i concentrat. Espàrtac descarta la seva herència com a traci i oblida el seu somni de llibertat, contentant-se amb la vida com a campió. Mentrestant, Barca, desitjant comprar la seva llibertat, és assassinat per Batiat amb l'ajuda de l'esclau i antic gladiador Ashur. L'esposa de Batiat, Lucretia, està mantenint una aventura amb Crix. Ella i Batiat no han pogut concebre un fill, tot i que més tard queda embarassada del fill de Crix.
El punt d'inflexió arriba quan Spartacus està preparat per lluitar contra el seu únic amic al ludus, Varro, en una exhibició que celebra l'arribada a la virilitat del fill del magistrat capuà, Numerius. Ilithyia, que odia Espàrtac des que va avergonyir el seu marit Glaber pel seu motí, sedueix el jove i el convenç de demanar la mort per al perdedor de l'a lluita. Espàrtac guanya (com era d'esperar), i quan el jove posa el "polze cap avall", Batiat, desitjant congraciar-se amb el poderós pare del nen, obliga a Espartac a complir i matar Varro. Mentre pateix tant la seva ferida en aquesta lluita com el remordiment i el dolor per haver de matar el seu amic, Espàrtac té somnis febrils que el porten a sospitar que Batiat va organitzar la mort de Sura. Ho confirma forçant l'home de Batiat, Aulus, a confessar l'acte. Sabent que és tot o res quan es tracta de la resistència de la seva esclavitud, decideix "matar-los a tots" i liderar una revolta contra la casa governant per la qual va lluitar.
Per venjar-se, Espàrtac demana l'ajuda de Crix i la resta de gladiadors per derrotar la casa de Batiat d'una vegada per totes. S'organitza una batalla a mort entre Crix i Espàrtac per a l'elit de Capua al ludus. El doctore (a qui Batiat es refereix pel seu nom real, Enòmau) s'enfronta a Batiat per la mort del Barca i la mà d'Ashur. Espàrtac obté el suport de Mira, l'esclava de la dona de Batiat, que té l'encàrrec d'obrir la porta de la vila des de l'àrea d'entrenament. Crix es resisteix a ajudar a Espàrtac amb l'esperança de retrobar-se amb la seva amant Naevia; tanmateix, després de saber que el van afeblir per assegurar la victòria d'Espàrtac, en l'últim moment s'uneix a ell. El doctore inicialment impedeix que Espàrtac mati Batiat. En el consegüent caos d'assassinat dels gladiadors als guàrdies i d'alguns convidats, Crix persuadeix al doctore perquè s'uneixi a ell amb Espàrtac, mentre Illithyia s'escapa i fa que els seus guàrdies segellin la porta del ludus des de l'exterior. El doctore, complint la seva paraula, intenta matar Ashur, però la seva víctima prevista se li escapa. Crix fereix greument a Lucretia amb una punyalada d'espasa a l'abdomen, perforant-li l'úter i matant el seu fill per néixer. L'esposa de Varro mata a Numerius després de revelar-li que Varro era el seu marit, i Espàrtac finalment mata Batiat davant Lucretia greument ferida. Després de la massacre, Espartac es compromet a fer que "Roma tremoli".

### Gods of the Arena
La minisèrie presenta la història de la casa de Batiat i la ciutat de Càpua abans de l'arribada d'Espàrtac. La història principal s'obre poc després que Quintus Lentulus Batiatus es converteixi en lanista, gerent dels esclaus i gladiadors de la Casa, quan es fa càrrec del ludus del seu pare.
Ràpidament es descobreix que Batiat té grans ambicions, començant per sortir de l'ombra del seu pare. A mesura que avança la història, Batiat continua buscant la grandesa per a la casa sota el seu lideratge, així com el reconeixement del seu propi nom. Al seu costat hi ha la seva devota dona, Lucretia, que està disposada a ajudar el seu marit a assolir els seus objectius independentment del cost. Batiatus aviat posa totes les seves fortunes en un home que creu que portarà fama i glòria a la casa de Batiatus, el seu millor gladiador, el celta Cànic, un guerrer hàbil gairebé sense igual, que maneja les seves espases dobles a l'arena amb gran destresa. Tanmateix, els oponents de Batiat no es quedaran de braços creuats permetent el seu ascens a la grandesa sense desafiaments.
Adquirit com un recluta indisciplinat i desordenat al primer episodi, Crix el gal suporta inicialment burles i amenaces de mort, abans de convertir-se en un gladiador d'habilitat i fama només per darrere de Cànic. A mesura que Batiat evita els repetits intents del seu rival professional Tullius per obtenir Cànic, les seves relacions amb el seu pare Titus i l'amic Soloni comencen a patir la tensió de l'ambició implacable de Quintus. L'antic campió gladiador Enòmau es retira del combat a contracor per convertir-se en doctore, mentre que els reclutes sirians Ashur i Dagan es converteixen en enemics ferotges mentre Ashur intenta demostrar que és digne de ser un gladiador. Els veterans gladiadors Barca i Cànic accepten l'estrella en ascens de Crix, però temen que les seves pròpies carreres pateixin, ja que les maquinacions de Batiat i Lucretia per cortejar l'elit de Càpua acaben en tragèdia per a diversos membres de la llar. En contra de tot això, l'esplèndida nova arena de la ciutat està a punt d'acabar-se i amb ella els jocs d'obertura que convertiran els homes en déus. Quan s'obre l'arena, els gladiadors de Solonius i Batiat competeixen entre ells, els gladiadors de Batiat s'imposen en la competició. Cànic torna a demostrar que és el campió de Càpua i el déu de l'arena i, en virtut de la seva victòria contra els gladiadors de Solonius, guanya la seva llibertat.

### Vengeance
Després de la sagnant fugida de la Casa de Batiatus que va concloure Spartacus: Blood and Sand, la rebel·lió dels gladiadors comença a fer por al cor de la República Romana a Spartacus: Vengeance. El pretor Claudius Glaber i les seves tropes romanes són enviades a Càpua per aixafar la creixent banda d'esclaus alliberats d'Espàrtac abans que puguin infligir més danys. Espàrtac té la possibilitat d'escollir entre satisfer la seva necessitat personal de venjança contra l'home que va condemnar la seva dona a l'esclavitud i, finalment, a la mort, o fer els sacrificis més importants necessaris per evitar que el seu exèrcit en germen es trenqui.

### War of the Damned
Aquesta darrera temporada d'Spartacus va començar a emetre's el 25 de gener de 2013 i va concloure el 12 d'abril de 2013. Aquesta temporada segueix la lluita final entre Espàrtac i Marc Licini Cras Dives. Cras persegueix Espàrtac mentre lluita per alimentar el seu exèrcit d'antics esclaus cada cop més gran. Espartac obtè diverses victòries contra les forces de Cras i continua frustrant els romans. La sèrie culmina amb una batalla directa entre Espàrtac i Cras.

## Repartiment i personatges

### Gladiadors i esclaus
- Andy Whitfield (temporada 1 i preqüela) i Liam McIntyre (temporades 2-3) com Espàrtac (Spartacus), un esclau traci que es converteix en gladiador al ludus de Lentulus Batiatus abans de liderar un aixecament d'esclaus.
- Manu Bennett (temporades 1–3 i preqüela) com a Crix (Crixus), un gal, va ser el principal gladiador de Batiatus abans d'Espartac. Interès amorós de Naevia, i líder secundari de la rebel·lió.
- Lesley-Ann Brandt (temporada 1 i preqüela) i Cynthia Addai-Robinson (temporades 2–3) com a Naevia, l'esclava personal i lleial de Lucretia. Interès amorós de Crix.
- Peter Mensah (temporades 1-2 i preqüela) com Enòmau (Oenomaus) - Doctore (entrenador) de gladiadors de Batiatus numida, i assessor reticent dels rebels. L'històric Enòmau era un gal.
- Nick E. Tarabay (temporades 1–2 i preqüela) com Ashur, un antic gladiador sirià la cama del qual va quedar paralitzada a l'arena per Crix; més tard serveix a Batiatus com a comptable i esbirro.
- Jai Courtney (temporada 1) com a Varro, un ciutadà romà que es va vendre al ludus per mantenir la seva família.
- Antonio Te Maioha (temporada 1 i preqüela) com Barca, anomenat "Beast of Carthage" (Bèstia de Cartago), és un dels gladiadors més reeixits de Batiatus, serveix com a guardaespatlles del seu amo.
- Erin Cummings (temporada 1) com a Sura, l'esposa d'Spartacus.
- Dan Feuerriegel (temporades 1-3) com Agron, un gladiador germànic que va ser venut al ludus de Batiatus, va ser el primer a unir-se a Espàrtac en la seva revolta.
- Katrina Law (temporades 1-2) com Mira, una esclava enviada sota amenaça de mort per seduir Espartac i convertir-se en la seva amant. Es fa càrrec dels assumptes logístics com a líder de la rebel·lió.
- Brooke Williams (estrena de la temporada 1 i la temporada 2) com Aurelia, l'esposa de Varro.
- Dustin Clare (preqüela, temporades 2–3) com a Cànic (Gannicus), gladiador campió del ludus de Batiatus abans de l'arribada d'Espàrtac. Més tard, com a home lliure, s'uneix a vells amics en la revolta.
- Marisa Ramírez (preqüela) com a Melitta: l'esclava personal de Lucretia i la dona d'Enòmau.
- Pana Hema Taylor (temporades 2-3) com a Nasir, un jove esclau alliberat d'una vil·la per Espàrtac i el seu exèrcit de rebels.
- Ellen Hollman (temporades 2-3) com a Saxa, una esclava germànica rescatada pels rebels. Més tard s'uneix als rebels.
- Heath Jones (temporades 2-3) com a Donar, un destacat rebel germànic i antic gladiador de la Casa Batiatus.
- Jenna Lind (temporada 3) com a Kore, una esclava lleial a Marcus Crassus el romà encarregat d'acabar amb Espàrtac i la seva rebel·lió. Els seus sentiments profunds pel seu mestre es veuran durament provats per esdeveniments en espiral.
- Gwendoline Taylor (temporada 3) com a Sibyl, una jove esclava rescatada de la crueltat romana. Ara lliure, s'embarcarà en un viatge.
- Anna Hutchison (temporada 3) com a Laeta, una dona privilegiada d'un dignatari romà que s'enreda en la lluita contra Spartacus. La seva vida i la dels que estima es veuen canviades per sempre pel conflicte.

### Romans
- John Hannah (temporada 1 i preqüela) com a Lèntul Batiat (Quintus Lentulus Batiuatus), un lanista i mestre d'Spartacus.
- Lucy Lawless (temporades 1–2 i preqüela) com a Lucretia, la dona de Batiatus.
- Viva Bianca (temporades 1-2) com a Ilithyia, filla del senador Albinius i esposa de Glaber.
- Craig Parker (temporades 1-2) com a Clodi Glabre (Gaius Claudius Glaber), un legat de l'exèrcit romà que és responsable de l'esclavitud d'Espàrtac com a gladiador.
- Craig Walsh Wrightson (temporada 1 i preqüela) com a Solonius, un lanista rival i antic amic de la Casa Batiatus.
- Stephen Lovatt (preqüela) com Tullius, el rival empresarial de Batiatus.
- Jaime Murray (preqüela) com a Gaia, una escaladora social i amiga de Lucretia.
- Jeffrey Thomas (preqüela i temporada 2) com a Titus Lentulus Batiatus: pare de Quintus Batiatus i propietari del ludus de la família.
- Gareth Williams (preqüela) com a Vettius, el jove secuaz de Tullius i propietari d'un ludus rival.
- Tom Hobbs (temporada 2) com a Seppius, un jove ciutadà de Capua destacat. Vol treure l'honor de capturar Spartacus de Glaber.
- Hanna Mangan-Lawrence (temporada 2) com a Seppia, germana menor de Seppius.
- Brett Tucker (temporada 2) com a Publius Varinius, el principal rival polític de Glaber i també pretor.
- Simon Merrells (temporada 3) com a Marc Licini Cras (Marcus Licinius Crassus), l'home més ric de la República Romana. Envejat i menyspreat pels nobles del senat, anhela el poder i el respecte que suposaria derrotar a Espartac i el seu exèrcit rebel.
- Christian Antidormi (temporada 3) com a Tiberius Licinius Crassus, el fill gran de Marc Licinius Crassus, i la "paraula i voluntat" del seu pare a l'exèrcit de Crassus.
- Todd Lasance (temporada 3) com a Juli Cèsar (Gaius Julius Caesar), un jove i guapo d'un estimat llinatge i la seva mortal intel·ligència i habilitat amb una espasa s'afrontarà contra la rebel·lió mentre comença la seva ascensió cap al totpoderós governant que serà un. el dia esdevé.

## Producció

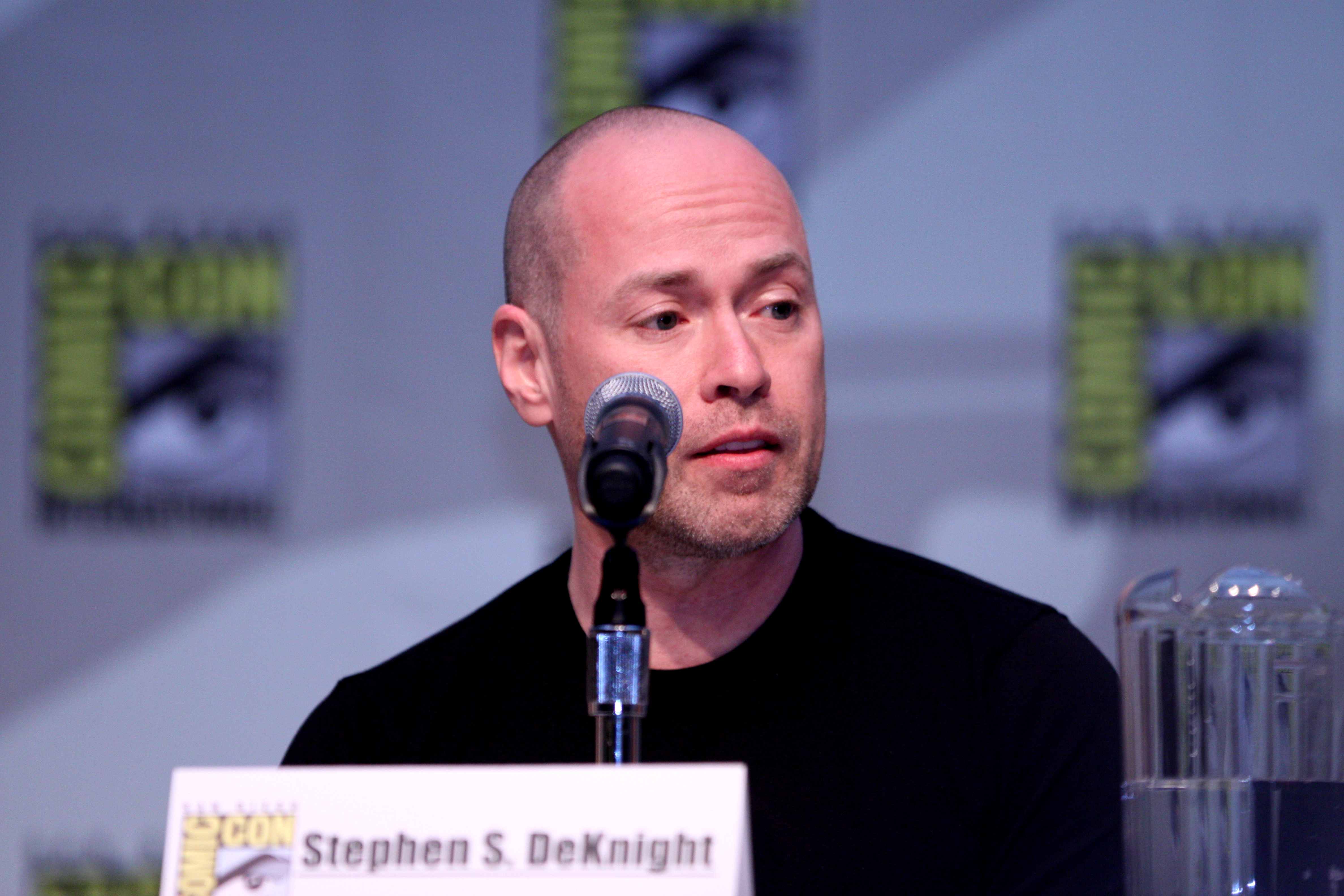
El creador Steven S. DeKnight, a la Comic-Con de San Diego, el juliol de 2010.

Després de rodar a principis de 2009 i promocionar durant un temps, es va anunciar que Starz estrenaria Spartacus: Blood and Sand el 22 de gener de 2010.
Abans fins i tot de l'estrena la sèrie va ser renovada per una segona temporada el desembre de 2009, però el 9 de març de 2010, IGN.com va informar que la producció d'aquesta s'havia endarrerit perquè al protagonista Andy Whitfield havia estat diagnosticat amb un limfoma no hodgkinià en fase inicial. A causa del retard, Starz va anunciar el maig de 2010 que desenvoluparia una sèrie de preqüeles de sis episodis, titulada Spartacus: Gods of the Arena, per permetre a l'actor estrella Whitfield buscar tractament mèdic. La preqüela va comptar amb estrelles noves i recurrents, encapçalades per John Hannah com a Batiatus i Lucy Lawless com a Lucretia. Andy Whitfield també hi va aparèixer breument en un paper de veu en off. La producció va començar a Nova Zelanda l'estiu de 2010 i la preqüela es va emetre a partir de gener de 2011.
El setembre de 2010, Starz va anunciar que Whitfield havia recaigut i que havia decidit no tornar per a la producció de la temporada 2, que llavors estava prevista provisionalment per al setembre de 2011. Starz va anunciar que, tanmateix, l'espectacle continuaria i va planejar reformular el paper d'Spartacus després de la sortida de Whitfield. Whitfield va donar la seva benedicció perquè Starz busqués algún altre pel paper quan va anunciar que no tornaria.
El creador de la sèrie, Steven S. DeKnight, va dir en una entrevista: "Hi ha un 'parell de candidats molt forts' per al paper d'Spartacus, i la segona temporada hauria de començar la producció a Nova Zelanda l'abril de 2011". DeKnight va afegir que els productors d'Spartacus i els executius de Starz no sempre estaven segurs que seguirien endavant sense Andy Whitfield, que segons van dir havia aportat "gravetat i cor" al paper del famós guerrer. "És inaudit reformular el teu personatge titular en un programa de televisió, i vam fer molta recerca a l'ànima sobre si fins i tot ho volíem provar", va dir DeKnight. "I llavors Andy [Whitfield] va dir: "Realment crec que l'espectacle hauria d'avançar sense mi. Et dono la benedicció. Vull que aquesta història s'expliqui." El 17 de gener de 2011, es va anunciar que l'actor de cinema i televisió australià Liam McIntyre havia estat seleccionat per substituir Whitfield.
L'entrevista del 26 de febrer de 2011 a Entertainment Weekly, DeKnight va revelar que la segona temporada s'havia d'emetre "a finals de gener" de 2012. A més, va revelar que Lesley-Ann Brandt, l'actriu que havia interpretat l'esclava Naevia, tampoc podria tornar per a la temporada 2 a causa del retard en la producció. L'1 d'agost de 2011, Starz va publicar un tràiler que indicava que la segona temporada, molt retardada, s'estrenaria el gener de 2012, sota el nou subtítol, Spartacus: Vengeance.
Andy Whitfield va morir l'11 de setembre de 2011 per complicacions del limfoma no Hodgkin a l'edat de 39 anys.
Més de dos mesos abans de l'estrena, el 7 de novembre de 2011, Starz va anunciar que renovava Spartacus per a una tercera temporada – un segon any amb Liam McIntyre en el paper titular; i quart any a l'aire en general.
La segona temporada es va estrenar el 27 de gener de 2012.
L'1 de juny de 2012, Starz va publicar un vídeo teaser de la temporada següent a YouTube.
El 4 de juny de 2012, Starz va anunciar que la 4a temporada de Spartacus (War of the Damned) seria l'última de la sèrie.
Starz va llançar el primer tràiler complet de Spartacus: War of the Damned el 13 de juliol de 2012.

## Altres mitjans

### Joc de taula
El 2012 Gale Force Nine va anunciar la creació d'un joc de taula amb llicència basat en la sèrie Spartacus. El llançament en anglès del joc Spartacus: A Game of Blood and Treachery va tenir un llançament limitat a Gen Con 2012 i un llançament general a les botigues de jocs i aficions el 28 de setembre de 2012.

### Còmics
El 2009, Devil's Due va publicar una sèrie de còmics preqüeles de quatre parts, titulada Spartacus – Blood And Sand. Cada número va destacar un personatge de la propera sèrie de televisió, principalment els rivals gladiadors menors del repartiment principal.
La sèrie es va adaptar a una sèrie d'animació en 4 parts anomenada Spartacus – Blood and Sand – Motion Comic. Ray Park i Heath Freeman van ser escollits pels papers. Kyle Newman va ser el director, i els productors van ser Andy Collen i Jeff Krelitz.
| # | Títol                                                    | Protagonistes                 | Escriptor            | Artista                     | Durada (Sèrie animada) |
| - | -------------------------------------------------------- | ----------------------------- | -------------------- | --------------------------- | ---------------------- |
| 1 | Upon the Sand of Vengeance (A les Sorres de la Venjança) | Arkadios, la serp vermella    | Steven S. DeKnight   | Adam Archer                 | 16 minuts              |
| 2 | Shadows of the Jackal (Les ombres del xacal)             | Els bessons Gargan            | Jimmy Palmiotti      | Dexter Soy                  | 16 minuts              |
| 3 | The Beast of Carthage (La Bèstia de Cartago)             | Barca, la bèstia de Cartago   | Todd i Aaron Helbing | Jon Bosco i Guilherme Balbi | 9 minuts               |
| 4 | The Shwodw of Death (L'ombra de la mort)                 | Theokoles, l'ombra de la mort | Miranda Kwok         | Allan Jefferson             | 12 minuts              |

### Novel·les
El 2012 Titan Books va anunciar la publicació d'una sèrie de novel·les basades en Spartacus: Blood and Sand. El primer, titulat Spartacus: Swords & Ashes, va ser escrit per J.M. Clements i publicat el 3 de gener de 2012.
El segon llibre de la sèrie, Spartacus: Morituri de Mark Morris, es va publicar l'agost de 2012.

### Videojoc
El 2012, Ubisoft va anunciar que publicarien un videojoc basat en la sèrie. El joc, titulat Spartacus Legends, ha estat desenvolupat per Kung Fu Factory i es va llançar el 26 de juny de 2013 a Xbox Live i PlayStation Network.

### Publicacions de vídeos domèstics
Els conjunts de DVD i Blu-ray de cada temporada es van llançar a diverses regions després de la seva emissió televisiva.

## Recepció
L'episodi d'estrena de la sèrie va establir un rècord per a Starz, amb 553.000 espectadors a la seva xarxa, i altres 460.000 a Encore, on el programa només estava disponible aquell cap de setmana. Durant la resta de la temporada, el programa va tenir una mitjana d'1,285 milions d'espectadors. La recepció crítica del primer episodi va ser mixta; el lloc web agregat de ressenyes Metacritic, que assigna una puntuació mitjana normalitzada sobre 100, va donar al programa una puntuació del 54% basada en 22 ressenyes. Ken Tucker d' Entertainment Weekly li va donar la nota B+, dient que "podria resultar ser el plaer gens culpable de la temporada". Barry Garron, de The Hollywood Reporter, va suggerir que amb "històries tan petites... no és d'estranyar que el sexe i la violència s'utilitzin per ocupar el joc". Robert Lloyd, del Los Angeles Times, va escriure que John Hannah com a Batiatus "manté el programa basat en un retrat persuasiu d'un home compromès en un negoci quotidià estressant". Mark Perigard del Boston Herald va donar al final de temporada una crítica positiva, qualificant-lo de B+. Va comentar la millora de la sèrie al llarg de la seva primera temporada.

### Premis i nominacions
| Any  | Resultat  | Premi                                 | Categoria                                                              | Destinataris                                        |
| ---- | --------- | ------------------------------------- | ---------------------------------------------------------------------- | --------------------------------------------------- |
| 2010 | Nominat   | Premi EWwy                            | Millor Sèrie Dramàtica                                                 | Spartacus: Blood and Sand                           |
| 2010 | Nominat   | Festival de Televisió de Montecarlo   | Millor actor - Sèrie dramàtica                                         | Andy Whitfield                                      |
| 2010 | Nominat   | Festival de Televisió de Montecarlo   | Millor actor - Sèrie dramàtica                                         | Joan Hannah                                         |
| 2010 | Nominat   | Festival de Televisió de Montecarlo   | Actriu destacada - Sèrie dramàtica                                     | Lucy Lawless                                        |
| 2011 | Nominat   | Premis Primetime Creative Arts Emmy   | Excel·lent coordinació d'acrobàcies                                    | Allan Poppleton (per a l'episodi: "The Bitter End") |
| 2011 | Guanyador | Premi Saturn                          | Millor actriu secundària a la televisió                                | Lucy Lawless                                        |
| 2011 | Nominat   | Premi Saturn                          | Millor sèrie de televisió per cable sindicada                          | Spartacus: sang i sorra                             |
| 2011 | Nominat   | Premi Saturn                          | Millor Presentació a la Televisió                                      | Spartacus: Gods of the Arena                        |
| 2012 | Guanyador | Premi Saturn                          | Millor sèrie de TV en DVD/Blu-ray                                      | Spartacus: Gods of the Arena                        |
| 2012 | Nominat   | Premis del Gremi d'Actors de Pantalla | Actuació destacada d'un conjunt d'acrobàcies en una sèrie de televisió | Erika Takacs, Allan Poppleton                       |
| 2012 | Nominat   | Premis del Gremi d'Actors de Pantalla | Actuació destacada d'un conjunt d'acrobàcies en una sèrie de televisió | Jacob Tomuri, Tim Wong                              |
| 2013 | Nominat   | Premi Saturn                          | Millor actor secundari a la televisió                                  | Todd Lasance                                        |
| 2013 | Nominat   | Premi Saturn                          | Millor sèrie de TV en DVD/Blu-ray                                      | Spartacus: Vengeance - La segona temporada completa |
| 2013 | Nominat   | Premi Saturn                          | Millor Presentació a la Televisió                                      | Spartacus: War of Damned                            |
| 2013 | Nominat   | Premis de l'elecció del públic        | Programa preferit de televisió per cable premium                       | Spartacus: War of Damned                            |

## Transmissió
La sèrie es va emetre al Canadà a TMN a partir del 25 de gener de 2010. RTL 5 va anunciar al seu butlletí de gener que Spartacus: Blood and Sand debutaria als Països Baixos al març. Al Regne Unit, Bravo va començar a emetre la sèrie el 25 de maig de 2010. Després del tancament de Bravo a la televisió del Regne Unit, Sky1 va agafar els drets de la sèrie i va continuar emetent totes les temporades posteriors. Juntament amb les emissions del Regne Unit de Spartacus: War of the Damned els dilluns a la nit a les 22:00, es va fer un Tweet-a-long des de la pàgina oficial de Twitter d'Spartacus, en què els fans van publicar tuits durant l'episodi, utilitzant l'etiqueta #SpartacusWarOfTheDamned. La sèrie es va estrenar a Polònia a HBO Polònia a partir del 19 de juny de 2010 i a Hongria a HBO Magyarország a partir de l'1 de juny de 2010. La sèrie es va emetre a Irlanda a TV3. A Espanya es va emetre en castellà per Cuatro. Al Brasil, el programa es va emetre a Globosat HD. A Turquia, el programa es va estrenar a CNBC-E TV, mentre que a Itàlia, Sky Television va ser l'emissora que va obtenir els drets de la sèrie. A l'Índia i Pakistan, el programa es va emetre a HBO. A Eslovènia, la sèrie va començar a emetre's a Kanal A el 2 de gener de 2012, de dilluns a divendres a les 21.45 h. El 2014, Syfy va començar a emetre una versió editada de la sèrie. L'any 2016 la sèrie va estar disponible a Netflix.